# Agrafa
Agrafa (Grieks: Άγραφα) is een plaats en gemeente (dimos) in de Griekse bestuurlijke regio (periferia) Centraal-Griekenland. De gemeente telt 6780 inwoners.

## Plaatsen in de gemeente[2]
- Agrafa (zetel)
- Epiniana
- Marathos
- Monastiraki
- Tridentron
- Trovaton
- Vraggiana